# Liste der Auslandsvertretungen Abchasiens

Standorte der diplomatischen Vertretungen Abchasiens
Abchasien
Botschaften
Vertretungsbüros
Akkreditierte Botschaften

Die Liste der Auslandsvertretungen Abchasiens listet diplomatische und konsularische Vertretungen Abchasiens. Die Republik Abchasien ist ein unabhängiger Staat mit kaum internationaler Anerkennung. Derzeit hat Abchasien drei Botschaften und elf Vertretungsbüros im Ausland.

## Diplomatische und konsularische Vertretungen

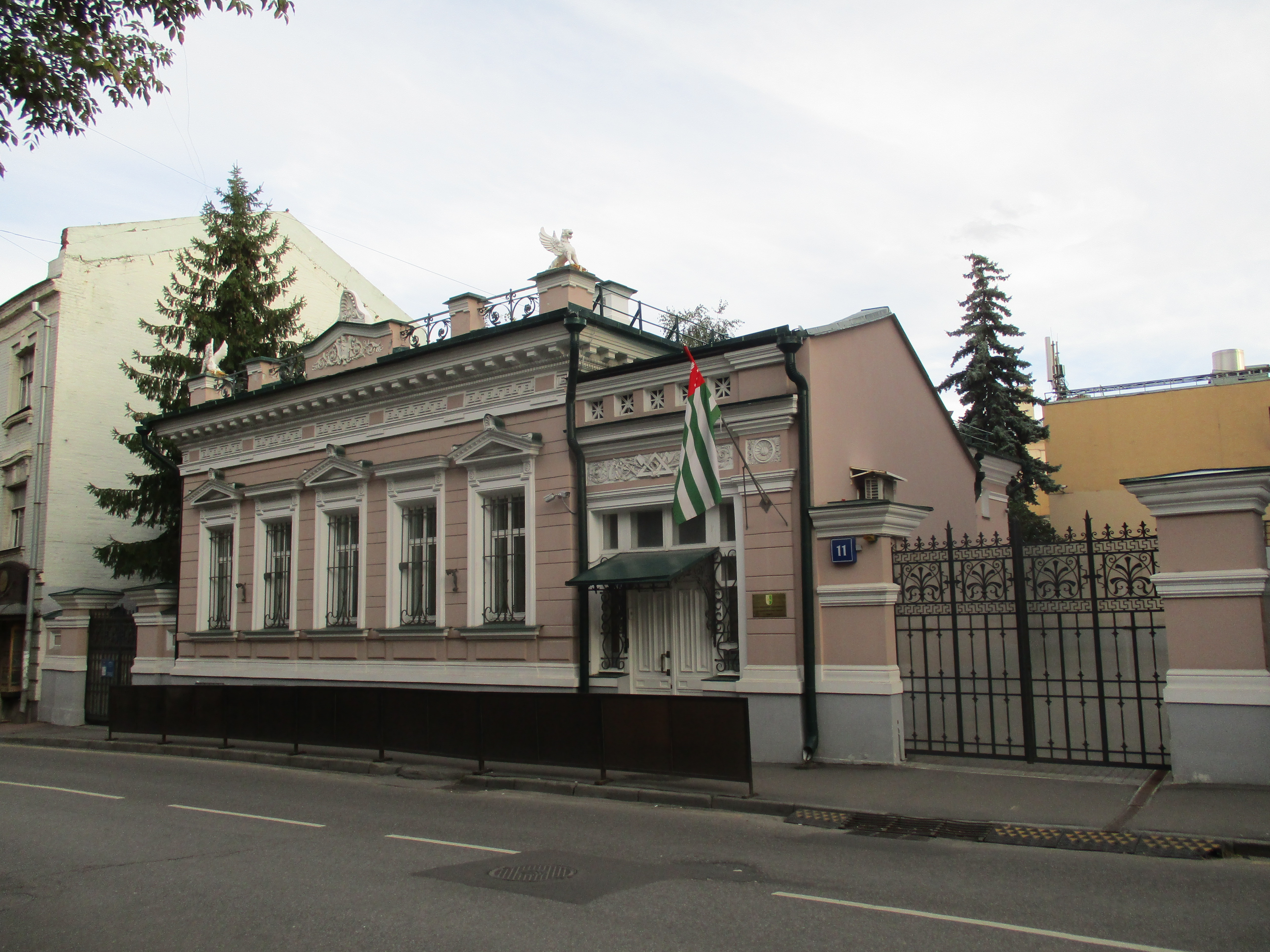
Botschaft Abchasiens in Moskau

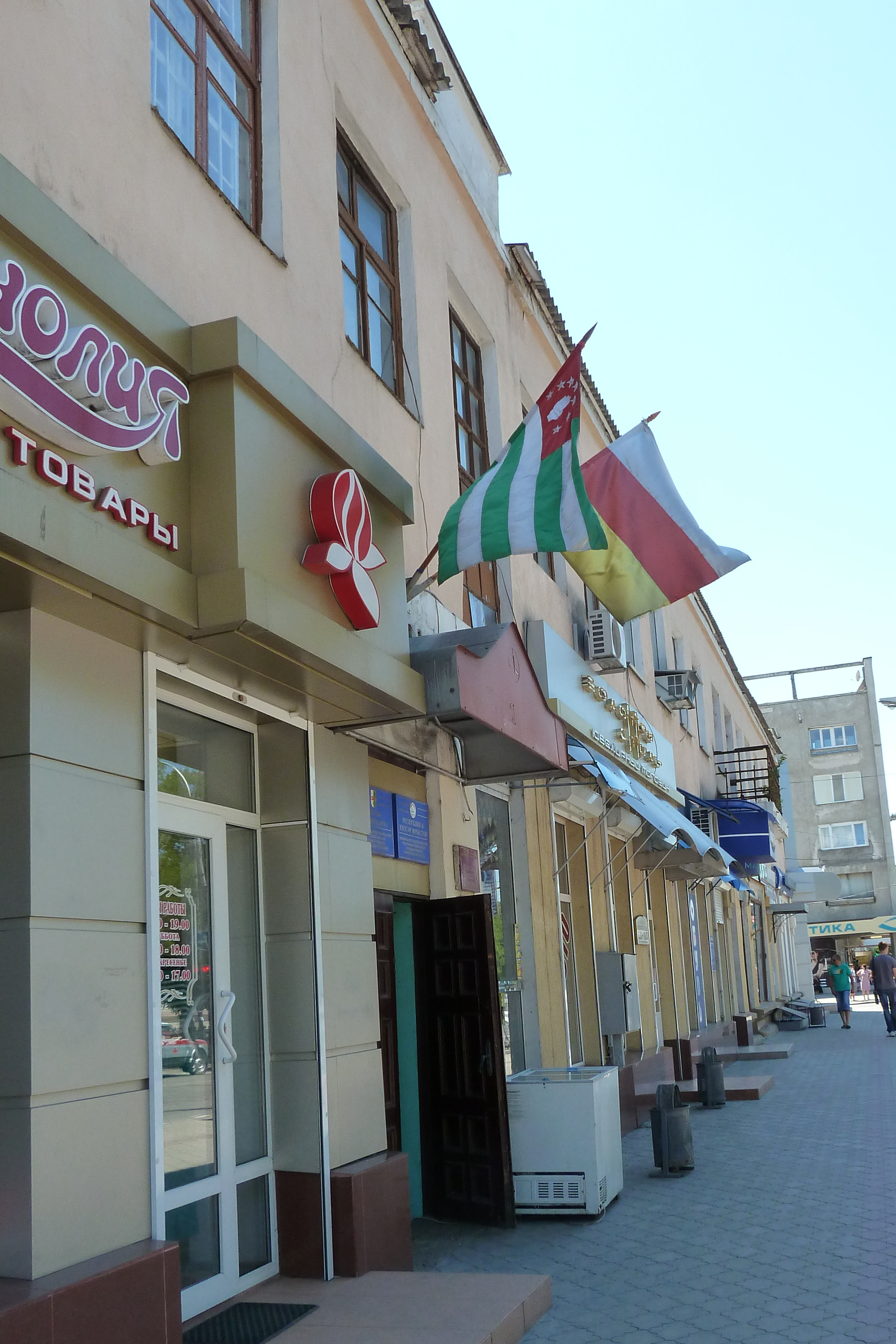
Vertretungsbüro Abchasiens in Tiraspol

### Afrika
- Tunesien: Tunis, Vertretungsbüro

### Amerika
- Nicaragua: Managua, Botschaft[2]
- Venezuela: Caracas, Botschaft

### Asien
- Jordanien: Amman, Vertretungsbüro
- Syrien: Damaskus, Vertretungsbüro
- Türkei: Ankara, Vertretungsbüro

### Europa
| - Bulgarien: Sofia, Vertretungsbüro - Deutschland: Berlin, Vertretungsbüro - Griechenland: Athen, Vertretungsbüro - Griechenland: Thessaloniki, Vertretungsbüro - Italien: Rom, Vertretungsbüro - Italien: Rom, Kulturinstitut - Österreich: Wien, Vertretungsbüro - Russland: Moskau, Botschaft - Russland: Moskau, Handelsbüro - Südossetien: Zchinwali, Botschaft - Transnistrien: Tiraspol, Vertretungsbüro |